# ラグナ・ベルデ
座標: 南緯22度47分38秒 西経67度48分44秒 / 南緯22.79389度 西経67.81222度

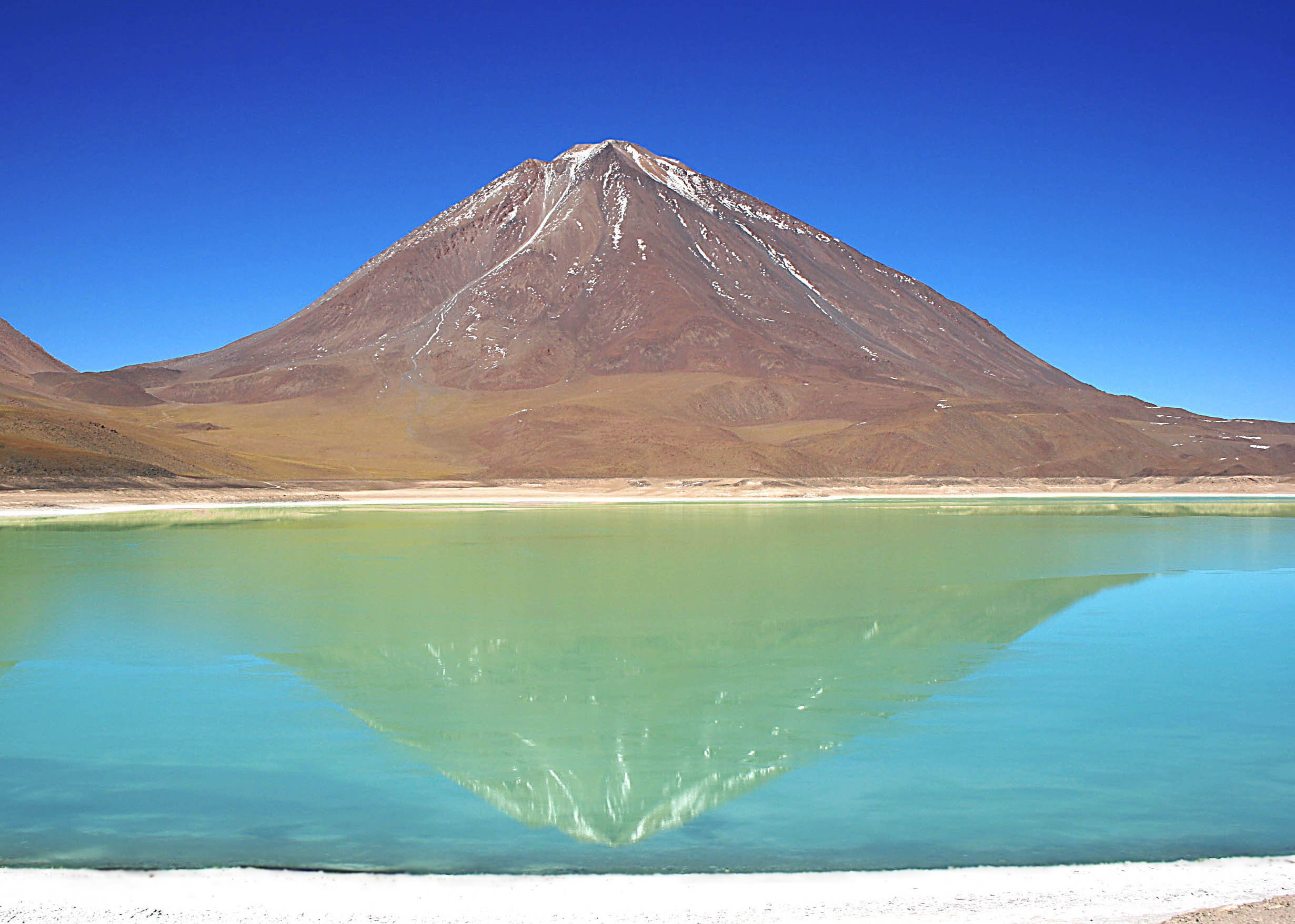
ラグナ・ベルデとリカンカブール山

ラグナ・ベルデ（Laguna Verde、緑の湖）とは、ボリビアのアルティプラーノ南西部にある塩湖。チリとの国境、リカンカブール山のふもとのポトシ県スル・リペス郡内にある。湖の色は銅鉱物を含む沈殿物による。標高は約4,300メートル。
ラグナ・ベルデはそのすばらしい風景と温泉で良く知られる。1990年に近辺のラグナ・コロラダなどと共にラムサール条約登録湿地となった。
- 位置：南緯22度47分38秒、西経67度48分44秒
- 面積：5.2平方キロメートル